# جولیان اشمیتز
جولیان اشمیتز (انگلیسی: Julian Schmitz; ۱۵ سپتامبر ۱۸۸۱ – ۵ ژوئیهٔ ۱۹۴۳) ژیمناست هنری اهل ایالات متحده آمریکا بود.